# Nindamos
Nindamos es un puerto marítimo de Númenor creado por el escritor británico
J. R. R. Tolkien para las historias de su legendarium y que aparece en su libro de Cuentos inconclusos.

## Ubicación
Nindamos era el más importante puerto de pescadores de Númenor. Estaba ubicada al sur de la región de Hyarrostar, en la pantanosa desembocadura del río Siril, frontera natural entre esta región y Hyarnustar. 
La zona donde se asentaba Nindamos era abundante en lagunas, marjales cubiertos de juncos y, a lo largo de muchas millas, había amplias playas de arena blanca y guijarros grises.